# Sakīna
Sakīna (arabisch سكينة, DMG sakīna) ist ein im Koran erwähnter Seelenzustand. Es gibt kein genaues Äquivalent in der deutschen Sprache. Die Wörter Ataraxie, Ruhe, Gelassenheit, Seelenfrieden, (Glück-)Seligkeit, Sicherheit und Gottesbewusstsein geben die Bedeutung vielleicht am besten wieder. Der Begriff leitet sich vom gleichen semitischen Wortstamm ab wie das hebräische Wort Schechina, das von der Wortwurzel schakan (wohnen, zelten; arabisch sakan سكن) stammt und „Einwohnung“ bedeutet. Es bezieht sich auf die Gegenwart Gottes bei seinem Volk.

## Sakina im Koran
Im Koran wird Sakina an mehreren Stellen erwähnt, so etwa auch im Zusammenhang mit der Bundeslade. Dem Koran zufolge, der hierin der jüdischen Überlieferung folgt, strahlte die Lade die Gegenwart Gottes aus und war Quelle des Friedens:

„Ihr Prophet sprach zu ihnen: ‚Der Beweis für seine [Sauls] Bestimmung zur Herrschaft über euch besteht darin, dass er euch die Bundeslade wieder beschaffen wird. Die Engel tragen sie zurück. Sie enthält etwas vom Nachlass der Sippen Moses’ und Aarons. Sie gewährt euch Ruhe [Sakina] von eurem Herrn. Das ist ein Beweiszeichen von Gott, wenn ihr Gläubige seid.‘“

An anderer Stelle wird Sakina in einer Beschreibung der Taten Mohammeds und der Gläubigen erwähnt. Der Vers steht im Zusammenhang einer Schilderung der Siege, welche die Muslime in vielen Schlachten über die Einwohner Mekkas errangen. Demnach waren die Muslime in der Schlacht von Hunain zahlenmäßig zwar weit überlegen, ergriffen aber zunächst die Flucht. Trotzdem gewannen sie schließlich die Schlacht, nachdem sie in einem plötzlichen Augenblick der Erleuchtung die Gegenwart Gottes gespürt hatten, worauf Ruhe und Zuversicht zu ihnen zurückkehrten:

„Dann sandte Gott auf Seinen Gesandten und auf die Gläubigen innere Ruhe [Sakina] herab und ließ unsichtbare Kräfte herabkommen.“

Eine weitere Erwähnung der Sakina findet sich abermals in Sure 9. Als der Prophet Mohammed von den Koreischiten aus Mekka vertrieben wurde, fand er Zuflucht in einer Höhle. Das Netz einer Spinne und das Nest einer Taube, die sich am Höhleneingang befanden und bei den Verfolgern den Eindruck erweckten, die Höhle wäre verlassen, retteten ihm in jenem Moment das Leben. Im Koran wird Mohammeds Lage folgendermaßen beschrieben:

„Wenn ihr ihm [dem Propheten] nicht im Kampf beisteht, wird Gott ihm beistehen. Er hat ihm doch einst beigestanden, als die Ungläubigen ihn vertrieben. Einer von zweien war er alsdann in der Höhle. Seinem Gefährten sagte er: "Sei nicht traurig! Gott ist mit uns." Gott sandte innere Ruhe [Sakina] auf ihn herab und stärkte ihn mit unsichtbaren Kräften.“

Sure 16 beschreibt die „Häuser“, also das Heim und die Familie der Menschen, als Plätze, in denen man Sakina erfahren kann:

„Und Gott hat euch euere Häuser als Ruheplatz [Sakanan] gegeben.“

Auch in Sure 48 wird Sakina erwähnt:

„Er ist es, der innere Ruhe [Sakina] in die Herzen der Gläubigen legte, damit sie noch mehr Glauben gewinnen. Gott gehören die Heerscharen der Himmel und der Erde. Gottes Wissen und Weisheit sind unermesslich.“

„Als die Ungläubigen in ihren Herzen blinden Eifer [al-ḥamia] trugen, den blinden Eifer der Unwissenheit [al-ǧāhiliya], da senkte Gott Seine Ruhe [Sakina] auf Seinen Gesandten und die Gläubigen und machte ihnen ständiges Gottesbewusstsein [at-taqwā] zur Pflicht; denn sie waren dessen am würdigsten und verdienten es am meisten. Und Gott kennt alle Dinge.“

Insbesondere der zweite der beiden zitierten Verse enthält einige für den Islam sehr wichtige Begrifflichkeiten, die dabei helfen, den Bedeutungsgehalt von Sakina besser zu erschließen. Einer der Schlüsselbegriffe ist hier al-ḥamia, was in Max Hennings Übersetzung auf Deutsch mit „blinder Eifer“ wiedergegeben wird. In der Bavaria-Übersetzung heißt es „heftige Erregung“, und in Lazarus Goldschmidts Übersetzung wird der Begriff mit „Trotz“ gleichgesetzt. Es ist deutlich, dass al-ḥamia offenbar das genaue Gegenteil der Sakina meint. Während die Mekkaner voll Rage, blinden Eifers oder ungeordneter Erregung (al-ḥamia) sind, befinden sich die Muslime in einem Zustand der inneren Ruhe und Stärke, der Sakina. Der verwandte Ausdruck al-ǧaḥilīa wird von Henning mit „Unwissenheit“ übersetzt und ist im islamischen Sprachgebrauch eine Bezeichnung für den Zustand auf der arabischen Halbinsel in vorislamischer Zeit. Dem Korantext zufolge war diese Zeit von al-ḥamia gekennzeichnet, also „blindem Eifer“. Mit dem Islam kommt die Sakina, also der innere Frieden. Damit eng verbunden erscheint das ständige Bewusstsein der Gegenwart Gottes (arab. at-taqwā). Nur durch dieses Bewusstsein kann Sakina erreicht werden: Sakina ist demnach die Art von Frieden, Gelassenheit und Ruhe, die man im Vertrauen auf Allahs Gegenwart und Fürsorge findet.

## Sakina in der islamischen Tradition
Nach einer Überlieferung, die auf ʿAlī ibn Abī Tālib zurückgeführt wird, war es auch die Sakina, die Abraham nach Mekka führte, als er nicht wusste, wo er die Kaaba errichten sollte.
Sakina kann nach islamischer Ansicht durch das Einhalten der Gebote Gottes erreicht werden. Insbesondere im islamischen Mystizismus, dem Sufismus, spielt die Sakina eine große Rolle.